# Hloechivtsi
Hloechivtsi (Oekraïens: Глухівці, Pools: Hłuchiwci) is een stedelijke nederzetting en gemeente in de Oekraïense oblast Vinnytsja. 

## Galerij

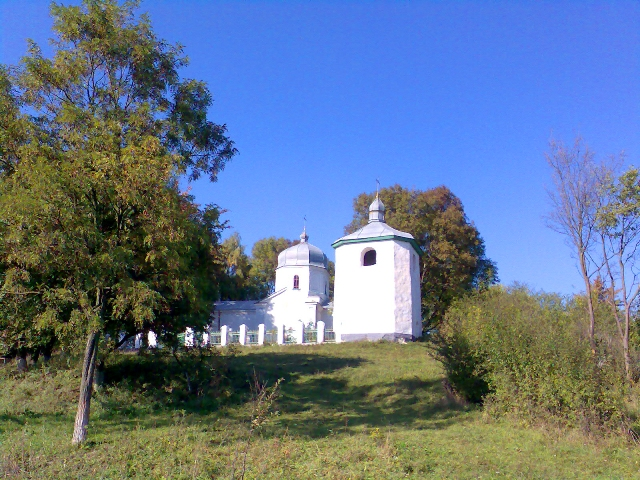
Orthodoxe Kerk
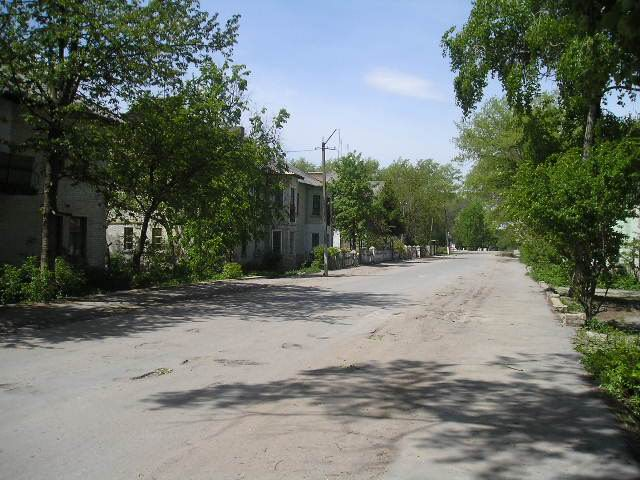
Straatbeeld